# Inventario administrado por el vendedor
El inventario administrado por el vendedor (conocido en inglés como vendor-managed inventory o por sus siglas VMI) es una familia de modelos de negocios en la cual el minorista de cierto producto suministra información sobre ventas e inventarios al proveedor. El proveedor por su parte suele asumir la responsabilidad sobre la administración de los inventarios y toma las decisiones sobre los tamaños de los pedidos y las fechas de despacho.
La información entre ambos agentes de la cadena de suministro generalmente fluye a través de un sistema de intercambio electrónico de datos u otra red electrónica, de manera que está actualizada permanentemente.
Este es uno de los modelos de negocios exitosos implementados por Wal-Mart, The Home Depot y algunos otros grandes almacenes a partir de la década de los 80. Algunas compañías petroleras también han implementado este sistema para abastecer las estaciones de servicio.
En este modelo, el proveedor se beneficia por un mayor conocimiento de la demanda y un contacto más directo con sus clientes, mientras que el distribuidor minorista reduce el riesgo y los costos de mantener inventario.